# Blauer Rindenpilz
Der Blaue Rindenpilz (Terana caerulea, Syn.: Pulcherricium caeruleum) ist ein Pilz aus der Gattung Terana. Er gilt als die weltweit einzige Art dieser Gattung.

## Merkmale
Der Blaue Rindenpilz bildet resupinate (dem Substrat anliegende), membranartige, wachsweiche Fruchtkörper von auffallender, violettblauer bis fast dunkelblauer Farbe, die von einem Terphenyl verursacht wird. Die Oberfläche der Fruchtkörper ist glatt bis leicht warzig, die Hyphenstruktur ist monomithisch (nur aus einem Typ Hyphen bestehend). Das Sporenpulver ist weiß. Die Fruchtkörper, die aus mehreren rundlichen Flecken zu bis zu einem Meter langen Überzügen zusammenwachsen, werden bis zu 5 mm dick und finden sich meist an der Unterseite des Substrates.

## Ökologie
Der Blaue Rindenpilz ist ein Saprobiont, der an in der Initial- bis späten Optimalphase verrottenden, toten stehenden oder liegenden Stämmchen, an hängenden oder liegenden Ästen, in Holzhaufen oder freiliegenden Wurzeln gestürzter Bäume vorkommt. Bevorzugtes Substrat sind Laubhölzer, wie Esche, Ahorn, Haselnuss, Weide, Hainbuche und Eiche. Die Fruchtkörper sind mehrjährig, junge Fruchtkörper und Zuwächse kommen in Mitteleuropa vor allem im März, seltener im Oktober vor. Die Art bevorzugt warme, feuchte Laubwälder und geht in Deutschland selten über 400 m Höhe.

## Verbreitung
Der Blaue Rindenpilz ist annähernd weltweit in wärmeren Gegenden verbreitet, er wurde in Neuseeland, Asien, Afrika, Nordamerika, den Kanarischen Inseln und Europa gefunden. Das europäische Verbreitungsgebiet umfasst Südeuropa und das ozeanisch geprägte Westeuropa (Portugal, Spanien, Frankreich, südwestliches Großbritannien). Das mitteleuropäische Verbreitungsgebiet umfasst die Schweiz, Österreich und Luxemburg, die derzeitige Ostgrenze der Verbreitung liegt am Oberrhein. Ein isoliertes Vorkommen besteht in Norwegen. Die Art hat im 19. Jahrhundert Arealeinbußen hinnehmen müssen und gilt heute in Deutschland nördlich des 50. Breitengrades, den Niederlanden, Belgien und Skandinavien als verschollen.
Im Februar 2019 gab es einen Fund im Tierpark Arche Warder in Warder (Schleswig-Holstein).

## Bedeutung
Als Speisepilz kommt die Art nicht in Frage, forstwirtschaftlich ist sie unbedeutend. Der Blaue Rindenpilz wurde von der Deutschen Gesellschaft für Mykologie zum Pilz des Jahres 2009 gewählt und damit um erhöhte Aufmerksamkeit für die Art geworben, da im Zuge allgemeiner Erwärmung mit ihrer Ausbreitung zu rechnen ist.